# Maxton Hall - Il mondo tra di noi
Maxton Hall - Il mondo tra di noi (Maxton Hall – Die Welt zwischen uns) è una serie televisiva tedesca tratta dal romanzo young adult Save Me di Mona Kasten e distribuita sulla piattaforma streaming Prime Video il 9 maggio 2024. Pochi giorni dopo il debutto, la serie è stata rinnovata per una seconda stagione basata sul seguito Save You.

## Trama
In un mondo dove il privilegio regna sovrano, Ruby Bell è l’eccezione che rompe le regole. Studentessa brillante e determinata, Ruby entra a Maxton Hall, un prestigioso collegio inglese frequentato dai figli dell’élite, grazie a una borsa di studio. A differenza dei suoi compagni ricchi, Ruby viene da una famiglia modesta e vive con il padre disabile, la madre e la sorellina. Il suo unico obiettivo è entrare a Oxford, e per farlo ha bisogno di rimanere invisibile, concentrata, fuori dai drammi scolastici.
Tutto cambia quando Ruby scopre per caso un segreto che potrebbe far esplodere la reputazione della famiglia più potente della scuola: Lydia Beaufort, sorella gemella di James Beaufort, ha una relazione segreta con il professore Mr. Sutton. Ruby non è tipo da pettegolezzi, ma la notizia attira subito l’attenzione di James, il ragazzo più popolare e arrogante della scuola. Per proteggere la sorella, James cerca inizialmente di comprare il silenzio di Ruby. Ma Ruby, fedele ai propri valori, rifiuta.
Poco dopo, Mr. Sutton offre a Ruby la lettera di raccomandazione per Oxford, ma lei decide di non accettarla: se lui venisse coinvolto in uno scandalo, quella referenza sarebbe compromessa. Disperata, Ruby chiede aiuto al preside, il quale le propone un patto: organizzare il gala della scuola in cambio della lettera. James, membro del comitato studentesco, sarà suo compagno in questa impresa.
Tra scontri, diffidenza e battibecchi, Ruby e James si trovano costretti a collaborare. Da questo contatto forzato nasce un’intesa inaspettata. Ruby vede dietro la facciata arrogante di James un ragazzo schiacciato dalle aspettative familiari; James scopre in Ruby un’integrità che non ha mai incontrato. L’attrazione cresce, ma è ostacolata da un mondo che non perdona chi sfida le sue regole.
Durante una festa scolastica, Ruby viene coinvolta in un incidente e rischia di annegare. James la salva, e tra i due si accende qualcosa di più profondo. Inizia così una relazione segreta, fatta di sguardi rubati, baci nascosti e prime confidenze. Ruby, però, resta combattuta: sa che stare con James potrebbe mettere a rischio tutto ciò per cui ha lavorato.
Quando, durante il gala, i due vengono sorpresi a baciarsi dal padre di James, l’atmosfera cambia drasticamente. Mortimer Beaufort, freddo e autoritario, impone al figlio di interrompere la relazione con Ruby, minacciando di rovinarla. James, per proteggere lei e Lydia, cede: ferisce Ruby, si allontana, e finge che tra loro non sia mai successo nulla.
Intanto, Lydia scopre di essere incinta e viene abbandonata da Mr. Sutton, che nega ogni responsabilità. La pressione sulla famiglia Beaufort aumenta. Ruby, seppur devastata, non perde la determinazione: riesce a sostenere il colloquio per Oxford, e poco dopo riceve la visita di James, deciso a riconquistarla. Le racconta tutta la verità, le chiede perdono, e i due finalmente si riavvicinano, condividendo una notte insieme.
Tuttavia, la felicità dura poco. Poco dopo, la madre di James muore improvvisamente, e lui, travolto dal dolore e dalla rabbia verso il padre, decide di lasciare tutto e tutti, compresa Ruby. In una delle scene finali, James si presenta davanti a casa sua, ma alla vista della serenità familiare di Ruby, sceglie di andarsene in silenzio.

## Episodi
| Stagione       | Episodi | Prima TV |
| -------------- | ------- | -------- |
| Prima stagione | 6       | 2024     |